# Treron curvirostra
Il piccione verde beccogrosso, piccione verde beccospesso o trerone beccoricurvo (Treron curvirostra J. F. Gmelin, 1789) è un uccello della famiglia dei Columbidi diffuso in tutta la regione orientale.

## Tassonomia
Comprende le seguenti sottospecie:
- T. c. nipalensis (Hodgson, 1836) - Nepal centrale, India nord-orientale, Myanmar e Indocina meridionale;
- T. c. hainanus Hartert e Goodson, 1918 - isola di Hainan (al largo delle coste sud-orientali della Cina);
- T. c. curvirostra (J. F. Gmelin, 1789) - penisola malese, Sumatra;
- T. c. haliplous Oberholser, 1912 - isola di Simeulue (al largo delle coste nord-occidentali di Sumatra);
- T. c. pegus Oberholser, 1912 - isola di Nias (al largo delle coste occidentali di Sumatra);
- T. c. smicrus Oberholser, 1912 - isole di Sipora, Siberut e Batu (al largo delle coste occidentali di Sumatra);
- T. c. hypothapsinus Oberholser, 1912 - isola di Enggano (al largo delle coste sud-occidentali di Sumatra);
- T. c. nasica Schlegel, 1863 - Borneo;
- T. c. erimacrus Oberholser, 1924 - Balabac, Palawan, Mindoro (Filippine).